# 汤姆·布鲁斯
汤姆·布鲁斯（英語：Tom Bruce，1952年4月17日—2020年4月9日），美国前男子游泳运动员。他曾代表美国参加1972年夏季奥林匹克运动会游泳比赛，获得一枚金牌和一枚银牌。